# Cuauhtémoc Blanco
Cuauhtémoc Blanco Bravo (n. 17 ianuarie 1973) este un fost jucător de fotbal mexican, care a jucat pentru Veracruz și pentru Echipa națională de fotbal a Mexicului.

## Palmares

### Mexic
- Cupa Confederațiilor FIFA (1): 1999
- CONCACAF Gold Cup (2): 1996, 1998

### América
- CONCACAF Champions' Cup (1): 2006
- Primera División de México (1): Clausura 2005
- Campeón de Campeones (1): 2005

### Individual
Cupa Confederațiilor FIFA Gheata de Aur1999
Cupa Confederațiilor FIFA Balonul de Argint1999
Mexican Player of the Year2001-2002
Primera División de México MVP1997-1998, 2004-2005, 2005-2006, 2006-2007
Primera División de México Top ScorerInvierno 1998
MLS Best XI2008
MLS All-Star Game MVP2008
MLS Goal of the Year2007
Tecate Athlete of the Year2008
Mexic Premio Nacional del Deporte2009